# Phran Kratai (huyện)
Phran Kratai (tiếng Thái: พรานกระต่าย) is the northernmost district (huyện) thuộc tỉnh Kamphaeng Phet, phía bắc Thái Lan.

## Địa lý
Các huyện giáp ranh (từ đông bắc theo chiều kim đồng hồ): Lan Krabue, Sai Ngam, Mueang Kamphaeng Phet, Kosamphi Nakhon thuộc tỉnh Kamphaeng Phet, Mueang Tak thuộc tỉnh Tak, Ban Dan Lan Hoi, Khiri Mat thuộc tỉnh Sukhothai.

## Hành chính
Huyện này được chia thành 10 phó huyện (tambon), các đơn vị này lại được chia thành 116 làng (muban). Phran Kratai is a subdistrict municipality (thesaban tambon) which nằm trên một phần của tambon Phran Kratai và ham Kratai Thong. Ngoài ra có 10 Tambon administrative organizations (TAO).
| Số TT | Tên               | Tên tiếng Thái | Số làng | Dân số |  |
| ----- | ----------------- | -------------- | ------- | ------ |  |
| 1.    | Phran Kratai      | พรานกระต่าย     | 13      | 11.147 |  |
| 2.    | Nong Hua Wua      | หนองหัววัว       | 8       | 4.461  |  |
| 3.    | Tha Mai           | ท่าไม้           | 14      | 8.583  |  |
| 4.    | Wang Khuang       | วังควง          | 12      | 6.817  |  |
| 5.    | Wang Tabaek       | วังตะแบก        | 10      | 4.851  |  |
| 6.    | Khao Khirit       | เขาคีริส         | 18      | 7.963  |  |
| 7.    | Khui Ban Ong      | คุยบ้านโอง       | 8       | 4.249  |  |
| 8.    | Khlong Phikrai    | คลองพิไกร       | 10      | 5.996  |  |
| 9.    | Tham Kratai Thong | ถ้ำกระต่ายทอง    | 14      | 9.305  |  |
| 10.   | Huai Yang         | ห้วยยั้ง          | 9       | 5.157  |  |